# Lolka és Bolka a Föld körül
A Lolka és Bolka a Föld körül (eredeti cím: Wielka podróz Bolka i Lolka) 1977-ben bemutatott lengyel rajzfilm, amely Lolka és Bolka című televíziós rajzfilmsorozat alapján készült. 
Lengyelországban 1977. szeptember 16-án, Magyarországon 1979. március 8-án mutatták be a mozikban, a második magyar változattal 2001-ben a Duna TV-n, a harmadik magyar változattal 2018. márciusa körül a TV2 Csoport kínálatában a Kiwi TV-n televíziós sorozatként vetítették le a televízióban.

## Cselekmény
A film a híres hősök, Lolka és Bolka expedíciójának történetét meséli el, akik önkéntesek lettek, hogy megismételjék Phileas Fogg milliomos bravúrját, aki arról ismert, hogy 80 nap alatt megkerülte a Földet. Fogg végakarata szerint, aki megismétli bravúrját, 20 000 font jutalmat kap. Jeremiah Pitsbury, Lord Fogg hűséges szolgája, Phileas Fogg leszármazottja azonnal követi a fiúkat. Célja, hogy a fiúk 80 nap alatt ne kerüljék meg a Földet. A lord azt akarja, hogy a 20 000 font jutalmat ő kapja, és ne a fiúk. Az út során azonban Jeremiah megbarátkozik Lolkával és Bolkával, és útjuk sikerrel végződik.

## Szereplők
- Lolka – Egyik szereplő, a fekete szálas hajú, fehér pólós, lila nadrágos fiatalabbik testvér.
- Bolka – Másik szereplő, a fekete hajú, sárga ruhás, piros rövidnadrágos idősebbik testvér.

## Szereposztás
| Szereplő           | Eredeti hang           | Magyar hang                      | Magyar hang                        | Magyar hang                        |
| Szereplő           | Eredeti hang           | 1. magyar szinkron (MOKÉP, 1978) | 2. magyar szinkron (Duna TV, 2001) | 3. magyar szinkron (Kiwi TV, 2017) |
| ------------------ | ---------------------- | -------------------------------- | ---------------------------------- | ---------------------------------- |
| Lolka              | Danuta Mancewicz       | Kútvölgyi Erzsébet               | Mics Ildikó                        | Kálmán Barnabás                    |
| Bolka              | Ewa Złotowska          | Várhegyi Teréz                   | Kiss Erika                         | Mayer Marcell                      |
| Jeremiasz Pitsbury | Jan Kociniak           | Harkányi Endre                   | Besenczi Árpád                     | Harmath Imre                       |
| Lord Fogg          | Wiesław Michnikowski   | Kézdy György                     | Melis Gábor                        | Végh Péter                         |
| Riporter           | Zdzisław Leśniak       | Szombathy Gyula                  | N/A                                | Umbráth László                     |
| Közjegyző          | Lech Ordon             | Miklósy György                   | N/A                                | Kajtár Róbert                      |
| Jimmy Pif-Paf      | Tomasz Zaliwski        | Farkas Antal                     | N/A                                | Potocsny Andor                     |
| Öreg pap           | Tomasz Zaliwski        | Kaló Flórián                     | Kun Vilmos                         | Kajtár Róbert                      |
| Ali Baba           | Kazimierz Brusikiewicz | Horváth Gyula                    | Kun Vilmos                         | Végh Ferenc                        |
| Elefánt kölcsönző  | Kazimierz Brusikiewicz | Láng József                      | N/A                                | Juhász Zoltán                      |
| Seriff             | N/A                    | Szabó Ottó                       | N/A                                | N/A                                |
| Abdullah           | Tadeusz Włudarski      | Szabó Ottó                       | N/A                                | Koncz István                       |
| Hajóskapitány      | Tadeusz Włudarski      | Képessy József                   | Palóczy Frigyes                    | Kajtár Róbert                      |
| Nagy Bölény        | Jerzy Tkaczyk          | Szoó György                      | Palóczy Frigyes                    | Koncz István                       |
| Abdullah lánya     | N/A                    | Oszvald Marika                   | Roatis Andrea                      | Boldog Emese                       |
| Mbu-Bu             | N/A                    | Oszvald Marika                   | Czető Roland                       | Draskóczy Balázs                   |
| Törzsfőnök         | N/A                    | Inke László                      | N/A                                | Végh Ferenc                        |
| Szent Láma         | N/A                    | Orosz István                     | N/A                                | N/A                                |
| Japán filmrendező  | N/A                    | Tyll Attila                      | Várday Zoltán                      | Koncz István                       |

- Magyar szöveg: Dávid Csaba (I)
- Hangmérnök: Bétin Viktor
- Szinkronrendező: Szántó Anna
- További magyar hangok (2. magyar szinkronban): Borbiczki Ferenc, Csuha Lajos, Koncz István, Rudas István, Várday Zoltán, Vizy György
- További magyar hangok (3. magyar szinkronban): Juhász Zoltán, Kajtár Róbert, Koncz István, Potocsny Andor, Végh Ferenc

## Információs oldalak
- Lolka és Bolka a Föld körül a PORT.hu-n (magyarul)
- Lolka és Bolka a Föld körül az Internetes Szinkronadatbázisban (magyarul)
- Lolka és Bolka a Föld körül az Internet Movie Database-ben (angolul)
- Lolka és Bolka a Föld körül a Box Office Mojón (angolul)
- Lolka és Bolka a Föld körül a Filmweb oldalon (lengyelül)
- Lolka és Bolka a Föld körül a Filmpolski oldalon (lengyelül)